# OUB Centre
Het OUB Centre, ook bekend als het Overseas Union Bank Centre en One Raffles Place Tower 1, is een wolkenkrabber in Singapore. De bouw van de kantoortoren, die staat aan 1 Raffles Place, werd in 1986 voltooid.

## Ontwerp
Met 280 meter is het gebouw een van de drie hoogste gebouwen in Singapore, samen met UOB Plaza One en het Republic Plaza. Het gebouw telt 63 verdiepingen boven de grond en 4 eronder. Het heeft een totale oppervlakte van 102.190 vierkante meter. Van 1985 tot 1989 was het gebouw de hoogste wolkenkrabber buiten Amerika, deze titel is door de Bank of China Tower overgenomen.
Het gebouw bestaat uit twee driehoekige vormen, met een kleine ruimte ertussenin. Door het stalen frame bestaat het gebouw uit kantoorruimtes zonder pilaren. Het gebouw heeft op de begane grond, en onder de grond, een parkeergarage, detailhandel en een metrostation van de metro van Singapore. Het is bekleed met een chemisch behandelde aluminiumlegering die van kleur verandert, afhankelijk van wat voor licht erop valt.

## Gebeurtenissen
Alain Robert, bekend om zijn beklimmingen van wolkenkrabber, probeerde OUB Centre in 2000 te beklimmen. Maar na de 21ste verdieping, werd hij door de politie overgehaald om te stoppen met klimmen, en klom hij op de 23ste verdiepingen door een raam het gebouw weer in.

## Galerij

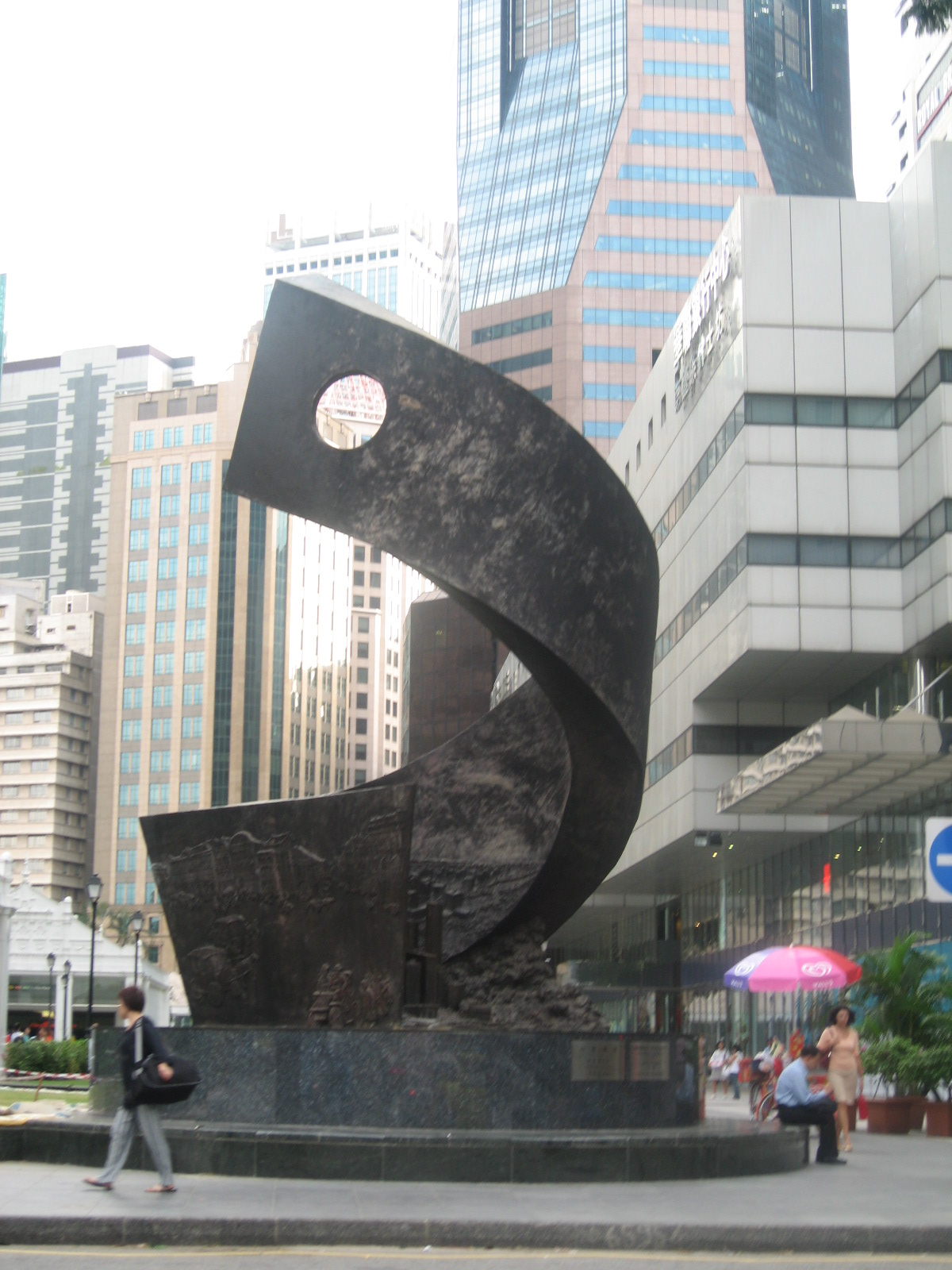
Sculptuur voor OUB Centre
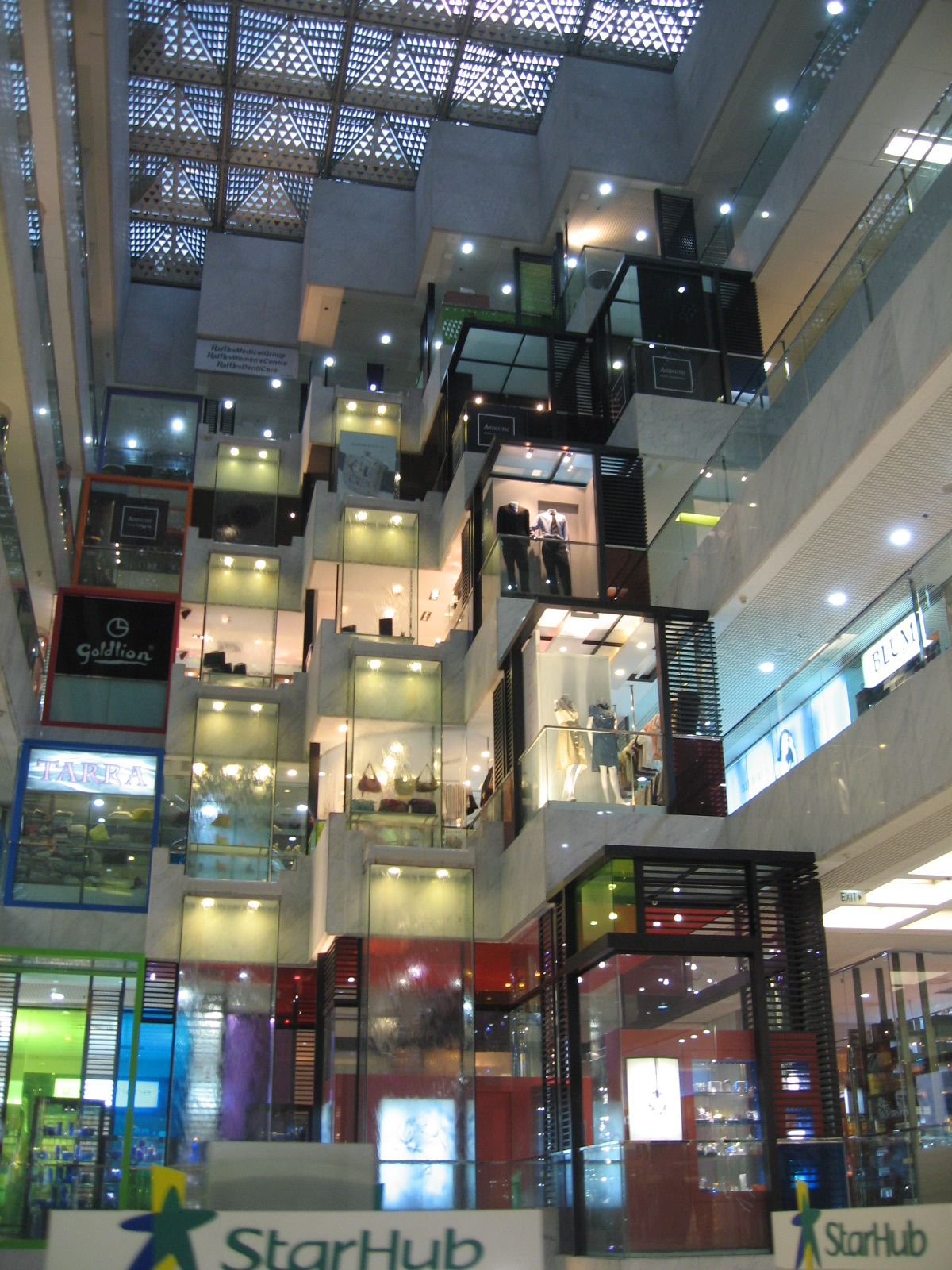
Het atrium van het OUB Centre
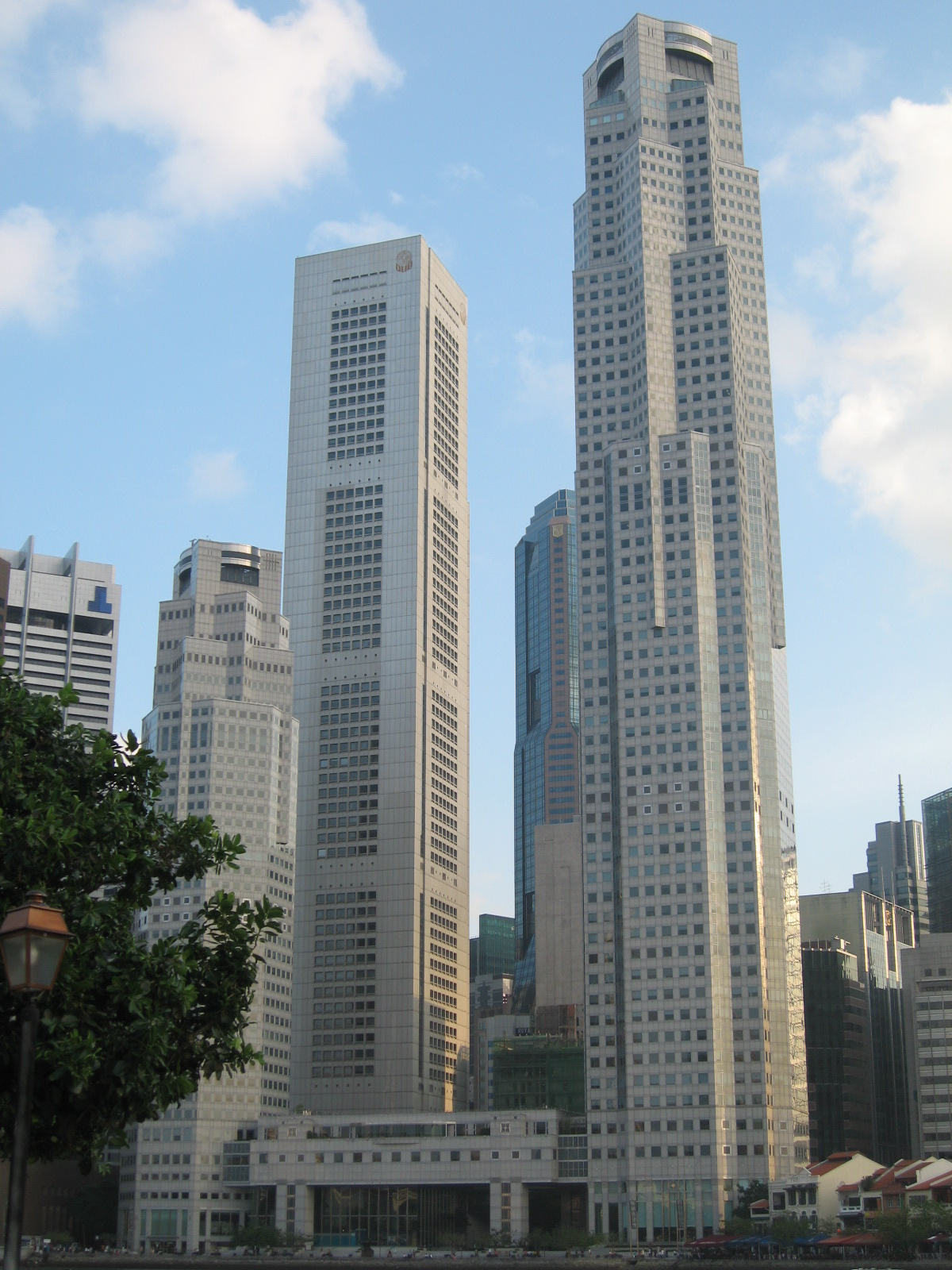
Links, OUB Centre, rechts, UOB Plaza One